# Philippe Vandermaelen

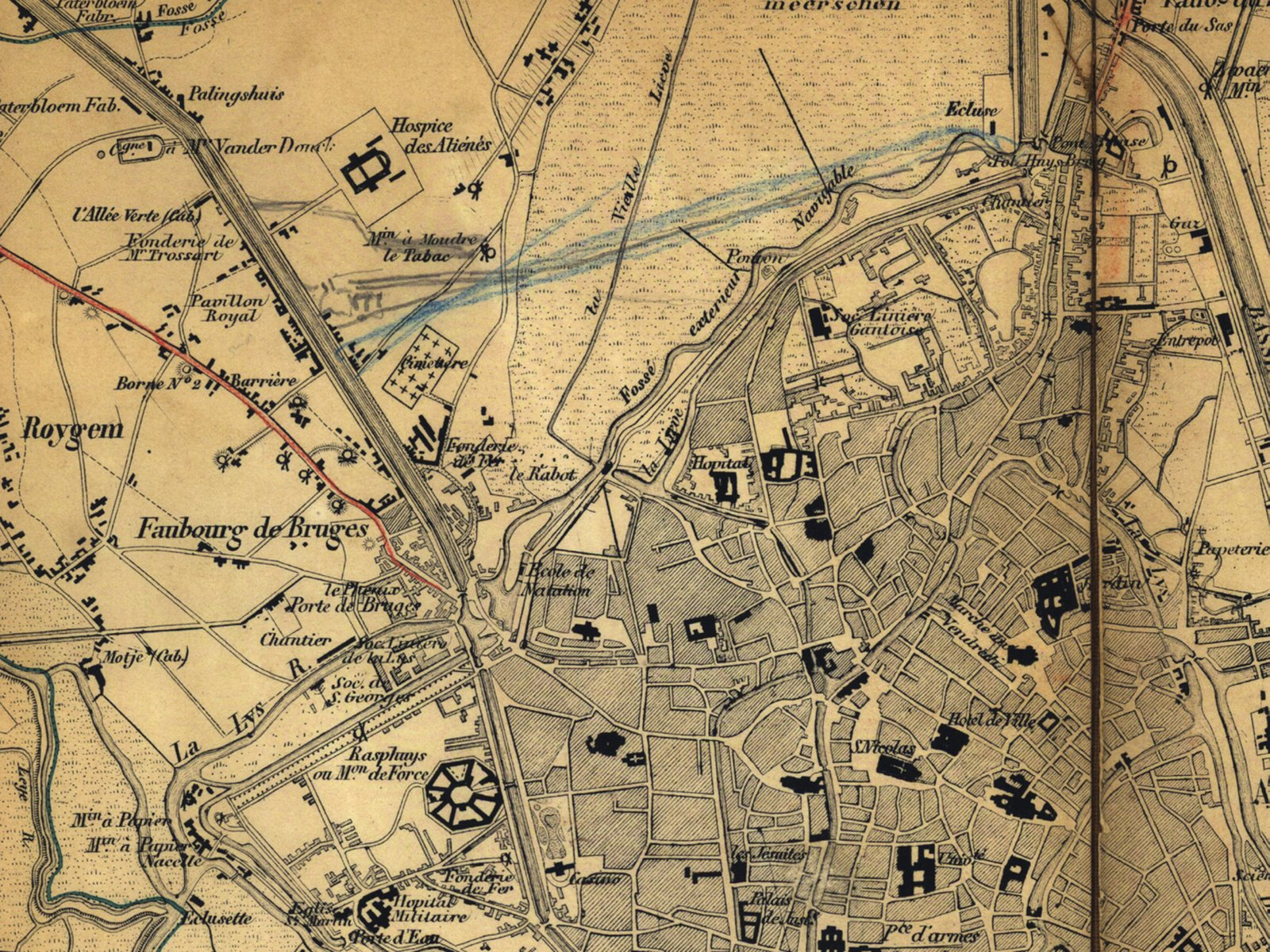
Detail van een kaart van Gent, gemaakt door Philippe Vandermaelen

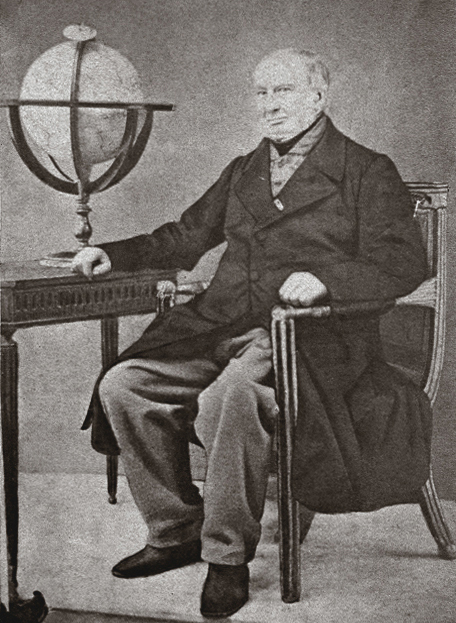
P. Vandermaelen.

Philippe Vandermaelen (23 december 1795, Brussel - 29 mei 1869, Brussel) was een Belgische cartograaf en geograaf. Hij verwierf faam met zijn "Atlas universel", richtte het Établissement Géographique de Bruxelles op en maakte talloze kaarten van België.
Vandermaelens ouders waren afkomstig van Leuven. Zijn vader studeerde af in de geneeskunde, maar werd later een industrieel. Philippe Vandermaelen ging naar school in de Brusselse Lycée Impérial. Daarna trok hij niet naar de universiteit, omdat zijn ouders voor hem veeleer een toekomst als industrieel zagen weggelegd. Hij had reeds in zijn jeugd interesse in de cartografie, hij verdiepte zich hierin als autodidact en volgde daarnaast ook lessen bij de wiskundige Michel Pagani. Zijn eerste werk was de "Atlas universel". Deze wereldatlas telde 400 folio's, tussen 1825 en 1827 uitgegeven in veertig afleveringen van tien folio's. Het was de eerste wereldatlas waarin alle kaarten op eenzelfde schaal waren gemaakt en de eerste atlas die was gemaakt met de techniek van de lithografie, een techniek die nog niet zo in gebruik was in wetenschappelijke kringen. Van 1829 tot 1830 bracht hij vervolgende zijn "Atlas de l'Europe" uit op 165 folio's. Daarna richtte hij in 1830 het Établissement Géographique de Bruxelles op, een instelling die onder meer kaarten produceerde, een drukkerij omvatte en een bibliotheek en museum had.
In 1830 werd België onafhankelijk en Vandermaelen legde zich al gauw toe op kaarten van België. Al in 1831 verscheen de "Carte de la Belgique d'après Ferraris augmentée" (Carte de la Belgique d'après Ferraris augmentée des plans des six villes principales et de l'indication des routes, canaux et autres travaux exécutées depuis 1777 jusqu'en 1831). Dit was een kaart van België op 42 folio's, gebaseerd op de Ferrariskaart uit de jaren 1770. Hij begon ook met de "Dictionnaires géographiques spéciaux des provinces de la Belgique".
Hij werd een belangrijke cartograaf in België en kreeg zo verschillende belangrijke overheidsopdrachten. Zo maakte hij voor de overheid een "Carte des frontières", die bij de grensonderhandelingen tussen België en Nederland werd gebruikt. Daarna maakte hij ook kaarten om andere infrastructuren in België te documenteren. Dankzij zijn goede contacten met de overheid had hij toegang tot gemeentelijke kadasterplans en hij verkreeg de bestaande driehoeksmetingen. Vanaf 1836 kreeg hij de toelating van de Minister van Financiën baron d'Huart om de kadasterkaarten en de kadastrale leggers te publiceren. Vanaf 1842 heeft Philippe Christian Popp een gelijkaardige licentie gekregen. Tussen 1846 en 1854 verscheen een "Carte topographique de la Belgique", een topografische kaart van België op schaal 1:20.000 op 250 folio's. In 1853 verscheen een kaart op schaal 1:80.000 op 25 folio's. De kaarten zijn elektronisch te raadplegen via de archieven van de Koninklijke Bibliotheek van België.

Philippe Vandermaelen overleed op 29 mei 1869 in Brussel en werd begraven op het kerkhof van Laken.